# 전주만성중학교
전주만성중학교(全州萬成中學校)는 대한민국 전북특별자치도 전주시에 있는 공립 중학교이다.

## 연혁
- 2022년 3월 1일 : 개교